# Orgull i passió
Orgull i passió (títol original en anglès: The Pride and the Passion) és una pel·lícula estatunidenca dirigida per Stanley Kramer i estrenada el 1957. Ha estat doblada al català.

## Argument
Durant la Guerra del francès, al començament del segle xix (1808-1813), en el seu país envaït per l'enemic francès, l'epopeia d'un grup de resistents espanyols intentant dirigir un enorme canó amb els seus aliats britànics per fer caure les muralles de la ciutat d'Àvila ocupada pels francesos.

## Repartiment
- Cary Grant: Anthony
- Frank Sinatra: Miguel
- Sophia Loren: Juana
- Theodore Bikel: El general Jouvet
- John Wengraf: Sermaine
- Jay Novello: Ballinger
- José Nieto: Carlos

## Crítica
- Ofereix una esforçada reconstrucció artística de l'època, però no passa de ser un convencional melodrama, molt engalanat, amb gotes aventureres.[3]

## Premis i nominacions
Nominacions
- 1958: Directors Guild of America per Stanley Kramer per la millor direcció (Outstanding Directorial Achievement in Motion Pictures)